# All Cried Out
All Cried Out è un singolo della cantante britannica Alison Moyet estratto dall'album di debutto Alf e pubblicato il 25 settembre 1984. In Europa fu il secondo singolo estratto dall'album e arrivò fino al numero 8 della UK Singles Chart.

## Descrizione
Il brano è stato scritto da Alison Moyet e dai produttori Jolley e Swain.
Il singolo è arrivato nella top ten dei singoli in Irlanda, nel Regno Unito e nella top venti in Italia e in Svizzera.

## Accoglienza
Alla pubblicazione del singolo, Paul Bursche di Number One ha lodato la canzone come un seguito di Love Resurrection in "tutta semplicità", commentando: “Non sono assolutamente il primo a parlare di questa voce squisita, né, sospetto, sarò l'ultimo. Ma non lascio che la voce mi distragga dalla canzone: Alison Moyet non ha solo una grande voce, ma è anche un'ottima autrice".
Jim Reid del Record Mirror ha commentato: "Su una base in stile Imagination, che si snoda senza intoppi, Alf offre un'invocazione di passione che dice più del suo vocal coach che del suo stato d'animo".
Frank Edmonds del Bury Free Press ha assegnato alla canzone un voto di 8 su 10 e l'ha descritta come "un seguito soddisfacente" di Love Resurrection, aggiungendo: "Un'ulteriore prova di quanto Alison sia una cantante emotiva e coraggiosa. [Lei] riesce a spremere dalla canzone fino all'ultima goccia di sentimento, passione e potenza".

## Tracce
45 giri (7")
1. All Cried Out – 3:52
2. Steal Me Blind – 3:16

45 giri mix (12")
1. All Cried Out (Extended Version) – 6:53
2. Steal Me Blind – 3:16

45 giri mix (12")
1. All Cried Out (The Re-mix) – 7:57
2. Steal Me Blind – 3:16

## Classifiche
| Classifica (1984-85)              | Posizione raggiunta |
| --------------------------------- | ------------------- |
| Nuova Zelanda (Recorded Music NZ) | 6                   |
| Irlanda (IRMA)                    | 7                   |
| Sudafrica (RISA)                  | 7                   |
| Regno Unito (OCC)                 | 8                   |
| Italia (Musica e dischi)          | 15                  |
| Paesi Bassi (Single Top 100)      | 15                  |
| Svizzera (Schweizer Hitparade)    | 15                  |
| Australia (Kent Music Report)     | 21                  |
| Germania (GfK)                    | 24                  |
| Francia (SNEP)                    | 57                  |

## Cover di Jamie Watson

### Descrizione
Nel 1995 Jamie Watson ha inciso una cover con arrangiamenti notevolmente diversi dall'originale, in un adattamento di stile eurodance con le sonorità tipiche degli anni Novanta. La parte cantata segue comunque quella del brano originale. Questa cover è arrivata al numero 98 della UK Singles Chart.
Nel video musicale, Jamie Watson esegue il brano in presenza di mimi che descrivono il testo con i loro movimenti.

### Tracce
Maxi singolo
1. All Cried Out (Carved In Stone Radio Mix) – 3:46
2. All Cried Out (Head 2 Head Extended Mix) – 5:04
3. It's Alright – 3:59
4. All Cried Out (Carved In Stone Extended Mix) – 5:10

## Cover delle No Angels

### Descrizione
Nel 2002 il gruppo tedesco No Angels ha inciso due versioni diverse della cover di All Cried Out: una versione di impostazione swing con un arrangiamento big band, che è stata usata anche come singolo di lancio per l'album dal vivo When the Angels Swing (2002), e una versione pop inserita nell'edizione ristampa del secondo album del gruppo, Now... Us!, sempre nel 2002. Nella versione pop i vocalizzi sono eseguiti da Sandy Mölling mentre in quella big band da Nadja Benaissa.
Furono prodotti anche due video musicali, uno per ciascuna versione della cover. Il video della versione big band è stato girato nella sala concerti "Friedrich von Thiersch" nel complesso delle Terme di Wiesbaden. Il video riprende il gruppo vestito in abito da concerto sul palcoscenico e sul palco reale del teatro. Il video della versione pop invece riprende le componenti del gruppo durante la registrazione del brano in studio. La regia di entrambi i video è di Christopher Häring.

### Accoglienza
Nei paesi di lingua tedesca, il 2 dicembre 2002 è stato pubblicato un maxi singolo con entrambe le versioni della cover più una versione estesa. In Germania, il singolo ha raggiunto la posizione numero 18 della classifica dei singoli, il risultato più basso per un singolo del gruppo prima del suo scioglimento nel 2003. Dopo quattro settimane nella Top 20, il disco uscì anche dalla Top 100 dopo la decima settimana dall'uscita.  Anche in Svizzera il singolo ottenne il piazzamento peggiore tra quelli del gruppo entrati in classifica (il singolo precedente Let's Go to Bed non era nemmeno entrato), raggiungendo solo il numero 59, dopo aver debuttato alla posizione 75.. In Austria il singolo debuttò nella Ö3 Austria Top 40 alla posizione 42 e arrivò fino alla posizione 25, mantenuta per due settimane, fino ad uscire dalla Top 75 alla dodicesima settimana.

### Tracce
Maxi singolo
1. All Cried Out (Pop Version) – 3:27
2. All Cried Out (Big Band Version) – 3:35
3. All Cried Out (Extended Version) – 4:56
4. Funky Dance – 3:21 (Thomas Anders, Christian Gellers, Lucy Djakovska)